# Chiesa di San Cassiano (Urbino)
La chiesa di San Cassiano è la parrocchiale di Castelcavallino, frazione di Urbino, in provincia di Pesaro e Urbino ed arcidiocesi di Urbino-Urbania-Sant'Angelo in Vado; fa parte dell'unità pastorale di Urbino.

## Storia
Anticamente a Castelcavallino esisteva un tempio intitolato alla dea Pallade Atena, come si desume dal basamento di una statua rinvenuto in loco, in cui si legge la scritta "Cum Divae Palladi calendas martii darentur honores ex senatu / Consultu eadem die collegium et cultorum populorum curiones / Sportulas accipere curarunt et poecuniam liberama liberis iudicis ordo sanctus / imaginem argenteam cum aereo clipeo ponendam censuit / Libantespoculis dono dederunt dedicaverunt".
Al posto di questo antico tempio pagano sorse successivamente la pieve di San Cassiano; essa fu costruita presumibilmente nell'VIII secolo, anche se la prima citazione che ne certifica la presenza risale al 1290.
La pieve, avente come filiali le cappelle di San Michele Arcangelo di Montecalende, San Giovanni Battista di Schieti, San Paternlano, Santa Barbara in Mandarelll, Santo Stefano Protomartire in Acquaviva, San Donato in Tavigllone, San Lorenzo in Solflnelll e San Martino Vescovo in Mandarelli, estendeva la sua giurisdizione su un territorio di grandi dimensioni che copriva buona parte della Val Foglia; il campanile, eretto tra i secoli XII e XIII, fino al Quattrocento ricoprì pure la funzione di torre difensiva.
Con lo smembramento delle grandi pievi e la nascita delle parrocchie, la chiesa di San Cassiano ebbe il titolo di rettoria; in seguito, presso di essa venne realizzato un collegio maschile.
La pieve fu interessata da un intervento di restauro nel 1983; in quest'occasione si provvide a ripristinare l'originario aspetto romanico della struttura.

## Descrizione

### Esterno
La facciata a capanna della chiesa, la cui parte inferiore è ricoperta con blocchi di pietra calcarea, presenta al centro il portale d'ingresso, sormontato da una lunetta la cui cornice è composta da conci policromi alternati, e ai lati due finestre rettangolari.
Annesso alla pieve è il campanile a base quadrata, la cui cella ospita due campane: una venne realizzata in occasione della battaglia di Lepanto (1571), l'altra invece fu fusa nel 1725 da Giovanni Galanti.

### Interno
L'interno dell'edificio si compone di tre navate, coperte dalle capriate, su cui s'imposta il tetto, e separate da pilastri e colonne sorreggenti archi a tutto sesto; al termine dell'aula si sviluppano tre absidi semicircolari, la centrale delle quali chiude il presbiterio, in cui è alloggiato l'altare.